# Новиков, Леонид Васильевич (генерал-майор)
Леонид Васильевич Новиков (26 сентября 1886, Сарапульский уезд, Вятская губерния — 24 мая 1971) — советский военный, государственный и политический деятель, генерал-майор.

## Биография
Родился в 1886 году на Ижевском Заводе.
С 1911 года — на военной службе, общественной и научной работе. В 1911—1971 гг. — выпускник Николаевской инженерной академии, участник Первой мировой войны, военспец, штатный репетитор по отделу фортификации, военный преподаватель в Военно-Инженерной академии, старший руководитель дорожной специальности военно-транспортного факультета ЛИИПС, заместитель руководителя кафедры военных Сообщений, председатель предметной комиссии по военно-дорожному делу, начальник автодорожного факультета и начальник кафедры «Дорожное дело» Военно-Транспортной Академии, начальник кафедры «Постройка и восстановление автомобильных дорог», председатель экзаменационной комиссии автодорожного, механико-автодорожного факультета Ленинградского инженерно-строительного института.
Умер в Ленинграде в 1971 году.